# Roland Young
Roland Young (Londra, 11 novembre 1887 – New York City, 5 giugno 1953) è stato un attore britannico, celebre per il personaggio dello Zio Willy in Scandalo a Filadelfia (1940).
La sua recitazione, venata di sottile umorismo britannico, lo portò ad avere un grande successo presso il pubblico degli Stati Uniti.

## Biografia
Nato a Londra, il padre fu un architetto e voleva che il figlio seguisse le sue orme. Dopo aver compiuto gli studi prima allo Sherborne College, nel Dorset, e poi alla London University, venne ammesso alla Royal Academy of Dramatic Art. La sua carriera di attore teatrale iniziò nel West End londinese nello spettacolo Find the Woman del 1908.
Nel 1912 si trasferì oltreoceano per tentare la carriera a Broadway, dove debuttò nello spettacolo Hindle Wakes. Il suo esordio fu ben accolto, al punto che l'autore teatrale Clare Kummer scrisse proprio per lui due commedie brillanti, Good Gracious Annabelle! e A Successful Calamity, che Young interpretò rispettivamente nel 1916 e nel 1917. Divenuto cittadino statunitense, prestò servizio durante la prima guerra mondiale con l'esercito degli Stati Uniti.
Al suo ritorno dalla guerra, il 5 settembre 1921 sposò la figlia di Kummer, Marjorie, dalla quale divorziò il 18 ottobre 1940. Dopo un periodo in cui fece la spola tra New York e Londra, esordì sul grande schermo con il film muto Sherlock Holmes (1922), per la regia di Albert Barker, in cui interpretò il ruolo del Dottor Watson, al fianco di John Barrymore nel ruolo del celebre detective.
Tuttavia la pellicola non gli aprì subito la strada degli studios hollywoodiani. Dopo aver firmato un contratto con la Metro Goldwyn Mayer, che gli permise di recitare nel suo primo film sonoro, Lo spettro verde (1929), Young venne ceduto prima alla Warner Bros. e più tardi alla 20th Century Fox, prendendo parte dalla seconda metà degli anni trenta a numerose commedie brillanti che gli fecero finalmente guadagnare popolarità e consenso di critica e pubblico. Tra i suoi ruoli di maggior successo è da ricordare quello di Cosmo Topper, lo stralunato uomo d'affari alle prese con i fantasmi dei suoi clienti (Cary Grant e Constance Bennett) nella commedia La via dell'impossibile (1937), per la quale ottenne una candidatura all'Oscar al miglior attore non protagonista. Young riprenderà successivamente il ruolo di Cosmo Topper in due sequel, Viaggio nell'impossibile (1938) e Una bionda in paradiso (1941).
Alla metà degli anni quaranta, Young debuttò anche alla radio, rivelandosi un ottimo attore radiofonico, e fece coppia con Cornelia Otis Skinner nella serie radiofonica William and Mary.

## Filmografia

### Cinema
- Sherlock Holmes, regia di Albert Parker (1922)
- Grit, regia di Frank Tuttle (1924)
- Camille, regia di Ralph Barton (1926)
- Walls Tell Tales, regia di Edmund Lawrence (1928)
- Wise Girls, regia di E. Mason Hopper (1929)
- Lo spettro verde (The Unholy Night), regia di Lionel Barrymore (1929)
- Donna senza amore (Her Private Life), regia di Alexander Korda (1929)
- L'enigma dell'alfiere nero (The Bishop Murder Case), regia di David Burton e Nick Grinde (1930)
- Madame Satan (Madam Satan), regia di Cecil B. DeMille (1930)
- Passione cosacca (New Moon), regia di Jack Conway (1930)
- Don't Bet on Women, regia di William K. Howard (1931)
- The Prodigal, regia di Harry A. Pollard (1931)
- I pasticci di Annabella (Annabelle's Affairs), regia di Alfred L. Werker (1931)
- The Guardsman, regia di Sidney Franklin (1931)
- Naturich la moglie indiana (The Squaw Man), regia di Cecil B. DeMille (1931)
- The Pagan Lady, regia di John Francis Dillon (1931)
- Lovers Courageous, regia di Frederick Lonsdale (1931)
- La mia vita per mio figlio (A Woman Commands), regia di Paul L. Stein (1932)
- Un'ora d'amore (One Hour with You), regia di Ernst Lubitsch e George Cukor (1932)
- This Is the Night, regia di Frank Tuttle (1932)
- Street of Women, regia di Archie Mayo (1932)
- Sposatevi ragazzi (Wedding Rehearsal), regia di Alexander Korda (1932)
- I milioni... che disgrazia! (They Just Had to Get Married), regia di Edward Ludwig (1932)
- A Lady's Profession, regia di Norman Z. McLeod (1933)
- Crociera di piacere (Pleasure Cruise), regia di Frank Tuttle (1933)
- Blind Adventure, regia di Ernest B. Schoedsack (1933)
- His Double Life, regia di Arthur Hopkins (1933)
- La granduchessa e il cameriere (Here Is My Heart), regia di Frank Tuttle (1934)
- David Copperfield (The Personal History, Adventures, Experience, & Observation of David Copperfield the Younger), regia di George Cukor (1935)
- Il maggiordomo (Ruggles of Red Gap), regia di Leo McCarey (1935)
- L'ora misteriosa (The Unguarded Hour), regia di Sam Wood (1936)
- Un bacio al buio (One Rainy Afternoon), regia di Rowland V. Lee (1936)
- Give Me Your Heart, regia di Archie Mayo (1936)
- L'uomo dei miracoli (The Man Who Could Work Miracles), regia di Lothar Mendes (1936)
- Gypsy, regia di Roy William Neill (1937)
- Call It a Day, regia di Archie Mayo (1937)
- King Solomon's Mines, regia di Robert Stevenson (1937)
- La via dell'impossibile (Topper), regia di Norman Z. McLeod (1937)
- Alì Babà va in città (Ali Baba Goes to Town), regia di David Butler (1937)
- Con l'amore non si scherza (Sailing Along), regia di Sonnie Hale (1938)
- 4 in paradiso (The Young in Heart), regia di Richard Wallace (1938)
- Viaggio nell'impossibile (Topper Takes a Trip), regia di Norman Z. McLeod (1938)
- Yes, My Darling Daughter, regia di William Keighley (1939)
- Here I Am a Stranger, regia di Roy Del Ruth (1939)
- The Night of Nights, regia di Lewis Milestone (1939)
- He Married His Wife, regia di Roy Del Ruth (1940)
- Irene, regia di Herbert Wilcox (1940)
- No, No, Nanette, regia di Herbert Wilcox (1940)
- Private Affairs, regia di Albert S. Rogell (1940)
- La via delle stelle (Star Dust), regia di Walter Lang (1940)
- Dulcy, regia di S. Sylvan Simon (1940)
- Scandalo a Filadelfia (The Philadelphia Story), regia di George Cukor (1940)
- Una bionda in paradiso (Topper Returns), regia di Roy Del Ruth (1941)
- L'ammaliatrice (The Flame of New Orleans), regia di René Clair (1941)
- Non tradirmi con me (Two-Faced Woman), regia di George Cukor (1941)
- Il segreto sulla carne (The Lady Has Plans), regia di Sidney Lanfield (1942)
- Tutti baciarono la sposa (They All Kissed the Bride), regia di Alexander Hall (1942)
- Destino (Tales of Manhattan), regia di Julien Duvivier (1942)
- Per sempre e un giorno ancora (Forever and a Day), regia di Edmund Goulding e Cedric Hardwicke (1943)
- Tutto esaurito (Standing Room Only), regia di Sidney Lanfield (1944)
- Dieci piccoli indiani (And Then There Were None), regia di René Clair (1945)
- Vigilia di nozze (Bond Street), regia di Gordon Parry (1948)
- Devi essere felice (You Gotta Stay Happy), regia di H.C. Potter (1948)
- Il grande amante (The Great Lover), regia di Alexander Hall (1949)
- Torna con me (Let's Dance), regia di Norman Z. McLeod (1950)
- St. Benny the Dip, regia di Edgar G. Ulmer (1951)
- Aquel hombre de Tánger, regia di Luis María Delgado e Robert Elwyn (1953)

### Televisione
- Lux Video Theatre – serie TV, episodio 2x04 (1951)
- The Doctor – serie TV, episodio 1x26 (1953)

## Doppiatori italiani
- Amilcare Pettinelli in La via dell'impossibile, L'ammaliatrice, Tutto esaurito
- Corrado Racca in Devi essere felice
- Sergio Fiorentini in La via dell'impossibile (ridoppiaggio)
- Silvio Spaccesi in Scandalo a Filadelfia (ridoppiaggio)
- Arturo Dominici in Dieci piccoli indiani (ridoppiaggio)

## Riconoscimenti
Premi Oscar 1938 – Candidatura all'Oscar al miglior attore non protagonista per La via dell'impossibile

## Spettacoli teatrali
- Scrambled Wives (Broadway, 5 agosto 1920)